# Серное
Серное (укр. Серне) — село в Батьевской поселковой общине Береговского района Закарпатской области Украины.
Население по переписи 2001 года составляло 1979 человек. Почтовый индекс — 89653. Телефонный код — 3131. Занимает площадь 3,206 км². Код КОАТУУ — 2122787001.

## История
В 1946 году указом ПВС УССР село Сернин переименовано в Ровное.
В советское время в Ровном находилась центральная усадьба колхоза им. Кирова, за которым были закреплены 4839 га сельскохозяйственных угодий, в т. ч. 2780 га пахотной земли, 41 га виноградников, 26 га сада, 201 га сенокосов, 1057 га пастбищ, в котором также действовал свой сувенирный цех.
В 1995 году селу возвращено историческое название.